# Jardín Botánico del Col du Lautaret
El Jardín Botánico del Col du Lautaret ( en francés: Jardin Botanique du Col du Lautaret también conocido como Station Alpine Joseph-Fourier) es un alpinum y jardín botánico de 2 hectáreas de extensión, en la proximidad de Villar-d'Arêne, Francia.
Este jardín botánico es miembro de la prestigiosa « Jardins botaniques de France et des pays francophones ».
Está reconocido por el « Conservatoire des Collections Végétales Spécialisées » (CCVS), y como « Jardin Remarquable » (jardín notable).
El código de identificación del Jardin Botanique du Col du Lautaret como miembro del "Botanic Gardens Conservation Internacional" (BGCI), así como las siglas de su herbario es GR.

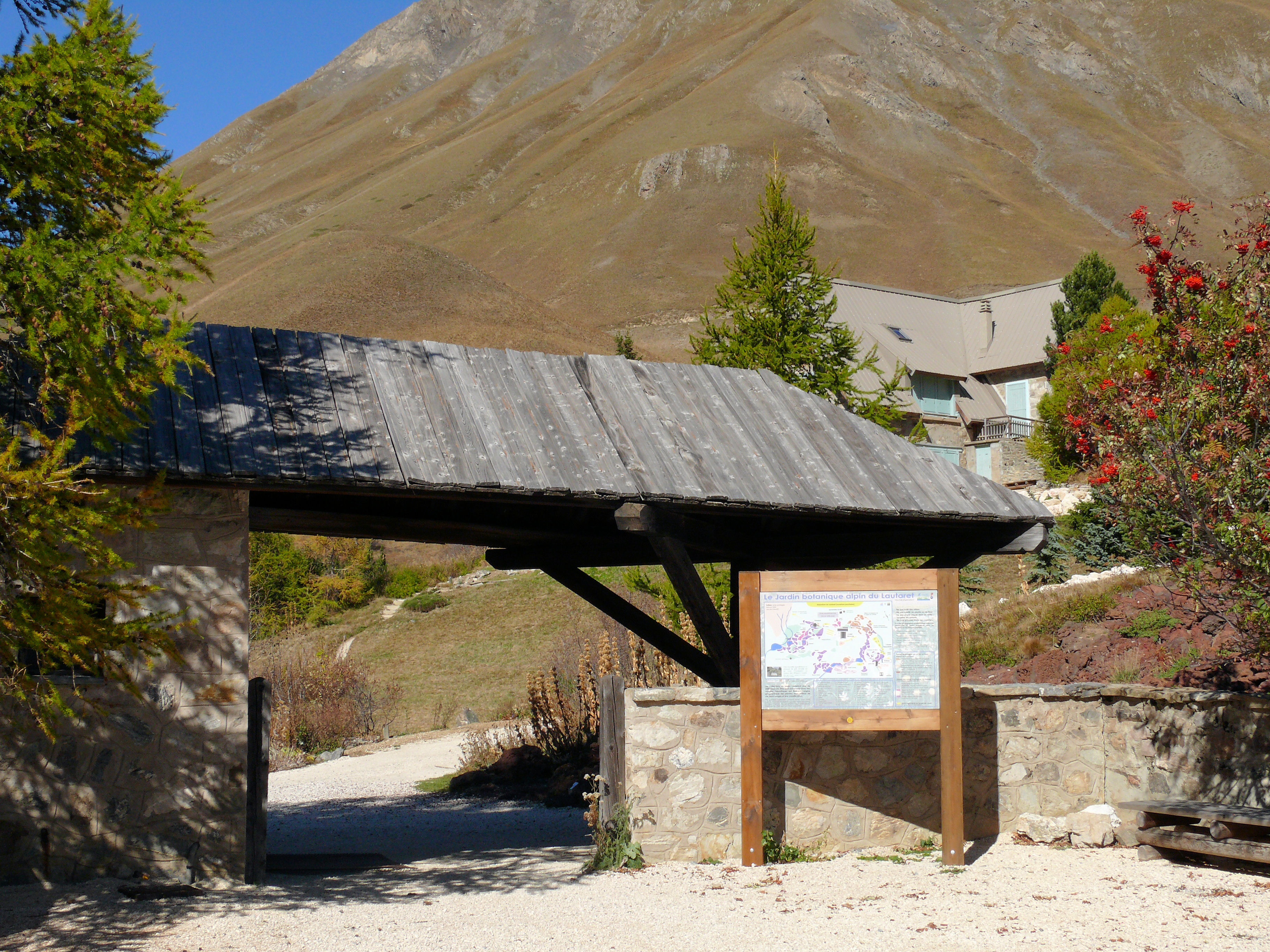
Porche de entrada al "Jardin Botanique du Col du Lautaret".

## Localización
Situado a 2100 m s. n. m. en el macizo alpino, situado en el puerto de montaña de col du Lautaret, en el límite natural, si no administrativo, entre los Departamentos franceses de Isère y de los Hautes-Alpes
Administración: Station Alpine du Lautaret Université Joseph Fourier - Bâtiment D de biologie -2233, rue de la piscine Lautaret Grenoble Cedex 09 38 041, France-Francia.
Ubicación: Jardin Botanique du Col du Lautaret Col du Lautaret, Villar-d'Arêne, Département de Isère, Ródano-Alpes, France-Francia.
Planos y vistas satelitales.45°2′9″N 6°24′0″E / 45.03583, 6.40000
Está abierto en los meses cálidos del año todos los días de la semana. Se paga un tarifa de entrada.

## Historia
El jardin botanique du col du Lautaret fue creado en 1899 gracias a los esfuerzos conjuntos del botánico profesor Jean-Paul Lachmann de la "Université scientifique de Grenoble", del Touring Club de France, y de M. Bonnabel, un hotelero local.
Fue trasladado en 1919 para dejar sitio para un nuevo camino, y ahora se localiza con unas excelentes vistas del glaciar Meije. 
El jardín fue abandonado durante la Segunda Guerra Mundial, restaurado posteriormente por Robert Ruffier-Lanche.
En declive otra vez después de su muerte en 1973, y restablecido a principios de la década de 1980.
La integración en 1998 del Jardín Alpino de Lautaret en la red de los Jardines botánicos de Francia y de los países francófonos fue toda una recompensa al trabajo realizado. La etiqueta del "Conservatorio de Specialized Vegetales Colecciones" se obtiene el mismo año. De conformidad con la Carta de los Jardines Botánicos de Francia, el "Jardín Alpino de Lautaret" se llama ahora Alpine Botanical Garden Lautaret. Ambas etiquetas se han renovado en 2005 y 2006, respectivamente.
En mayo de 2005, la etiqueta de "Jardin remarquable" que le fue atribuida por el Ministerio de la Cultura y de la Comunicación (DRAC PACA). También en el 2005 llegó a ser una parte integrante de la "Station Alpine Joseph Fourier".
El jardin botanique du col du Lautaret es, junto al arboretum Robert Ruffier-Lanche, uno de los componentes de la "station alpine Joseph Fourier", una estructura de la université Joseph Fourier y del CNRS (UMR 2925).
Un « chalet-laboratoire» se ha abierto en el lugar en 1989 para el estudio in situ de las plantas de montaña. Reservado a científicos investigadores, recibe además de a investigadores a estudiantes. 
El jardín está abierto al público desde principios de julio hasta mediados de agosto.

## Colecciones
Actualmente el jardín contiene más de 2.100 especies de plantas alpinas de alrededor del mundo, y continúa siendo administrado por la Universidad de Grenoble como viene siendo desde su creación.
Las plantas se exhiben en rocallas (de 4500 m²) que corresponden a cuatro temas importantes: origen geográfico, hábitat, características, y taxonomía.
Algunos especímenes de Lilium en el "Jardin Botanique Alpin du Lautaret".

Lilium
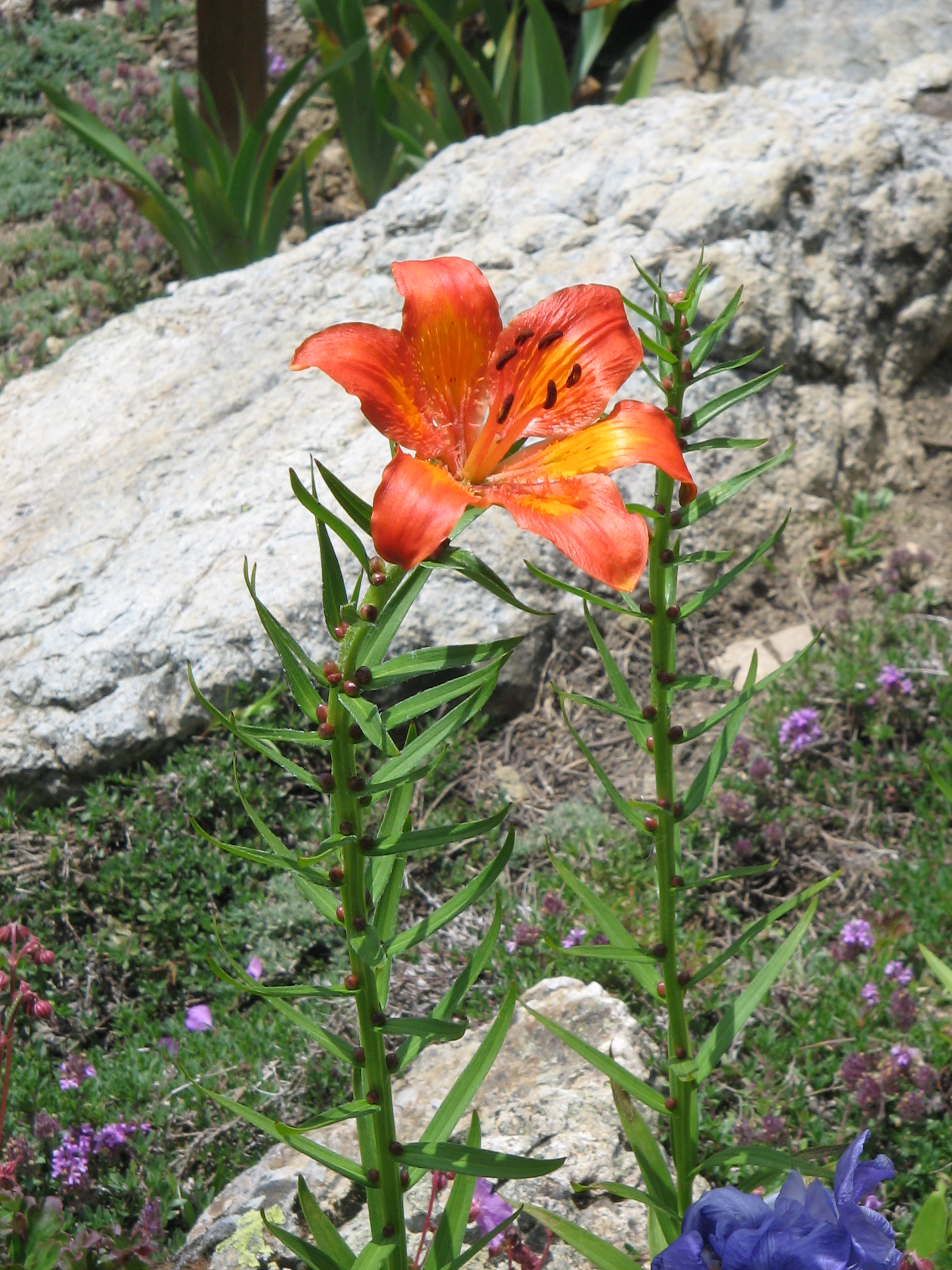
Lilium bulbiferum.
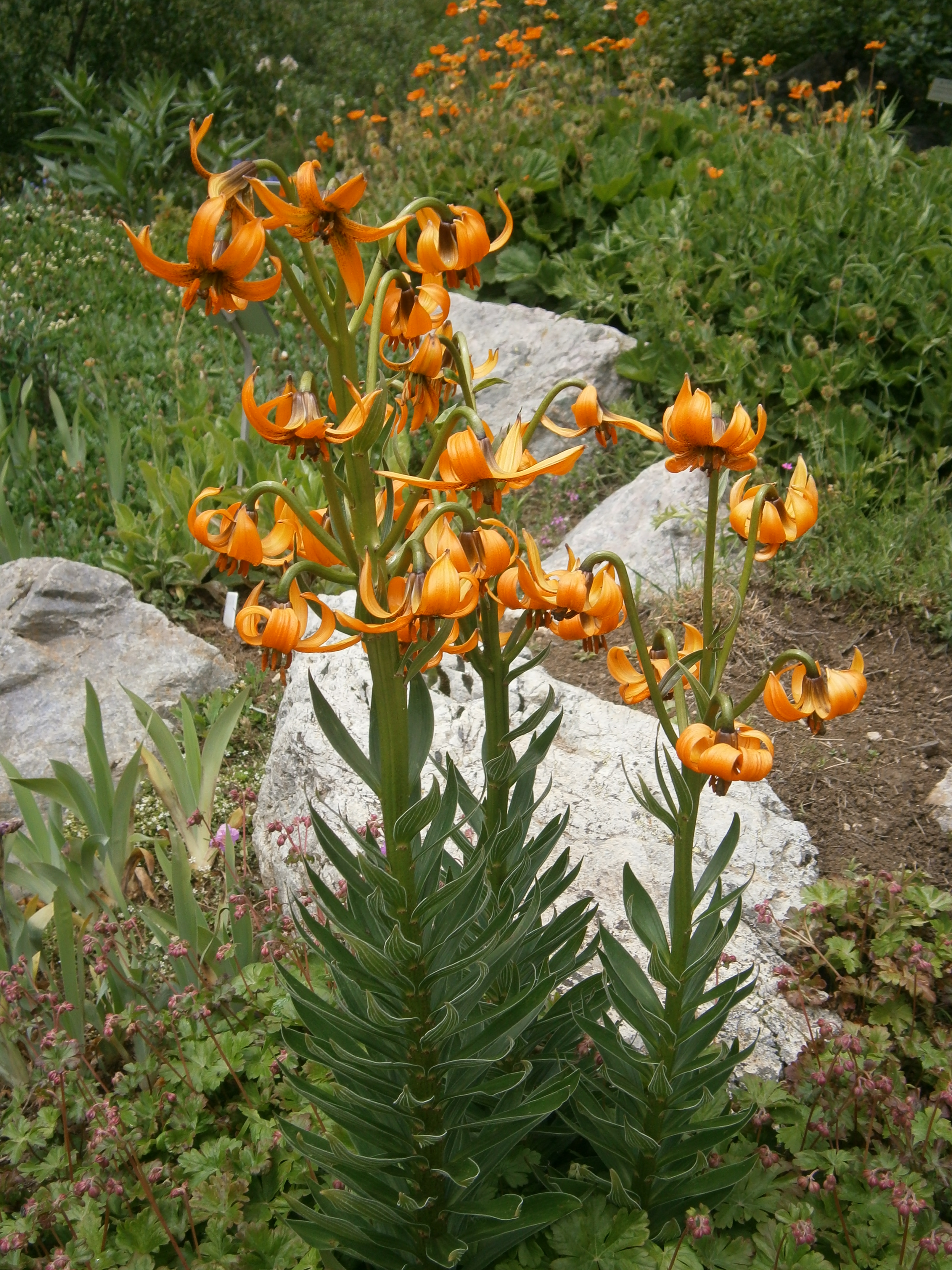
Lilium carniolicum.
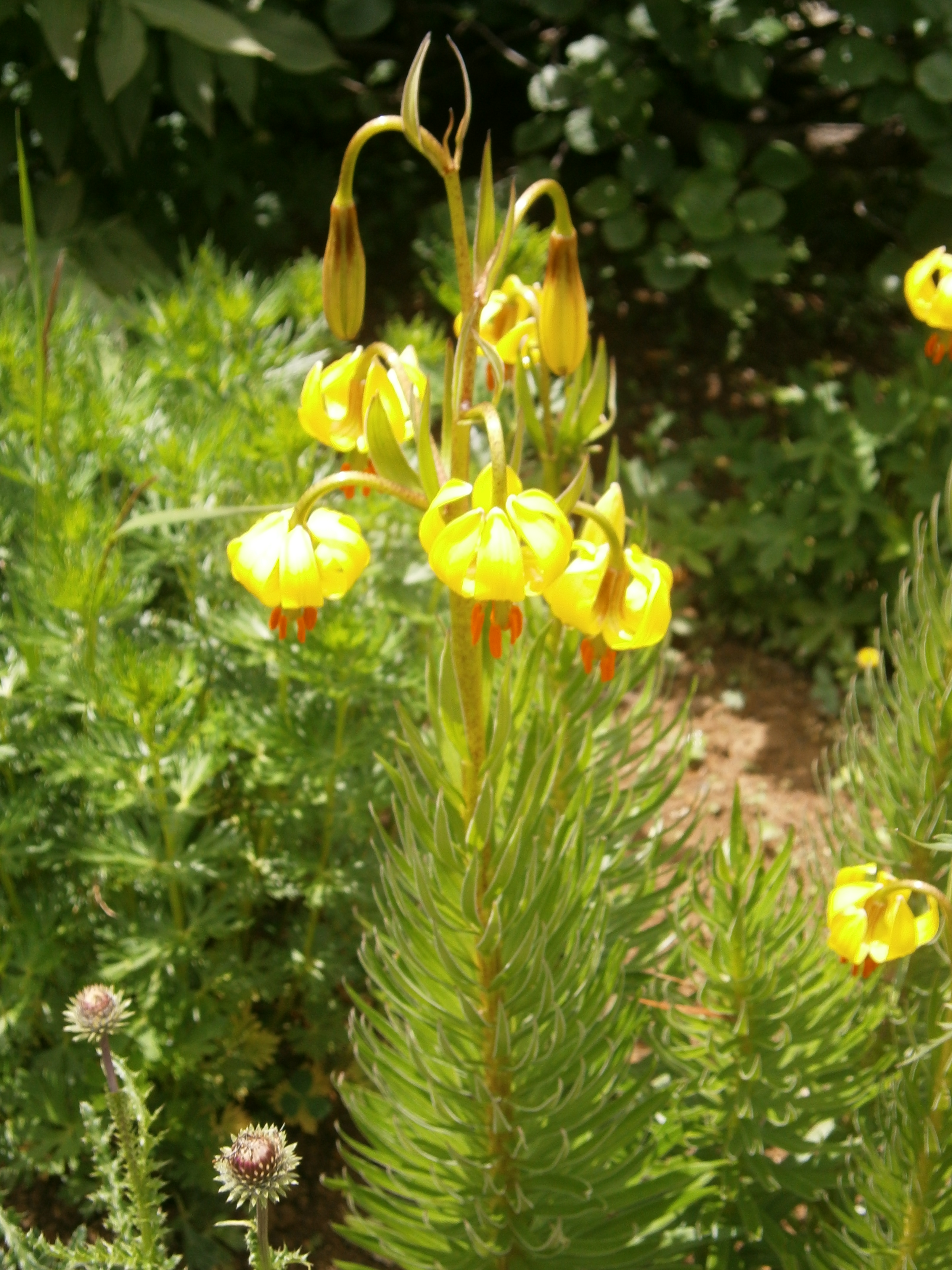
Lilium jankae
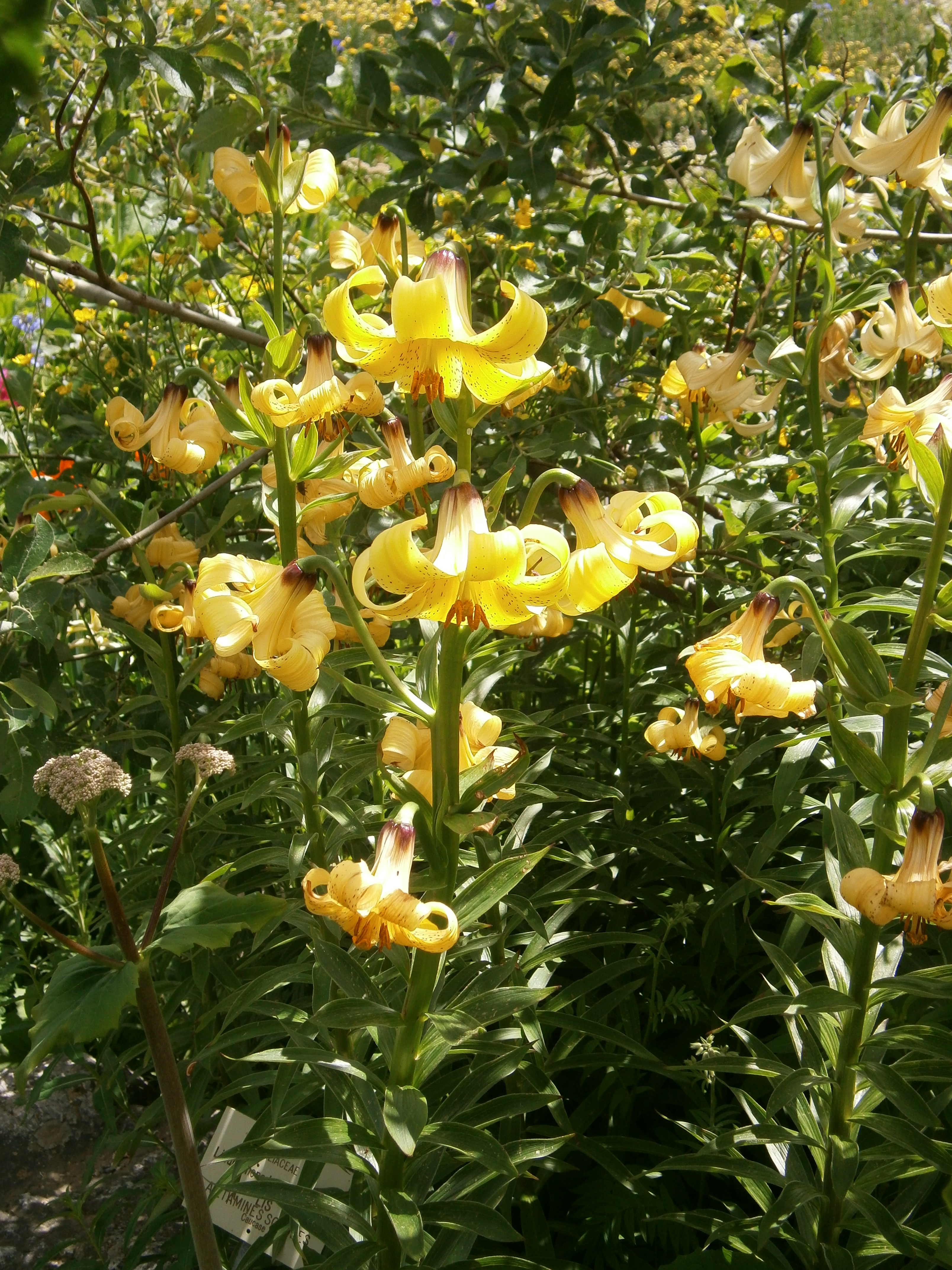
Lilium monadelphum
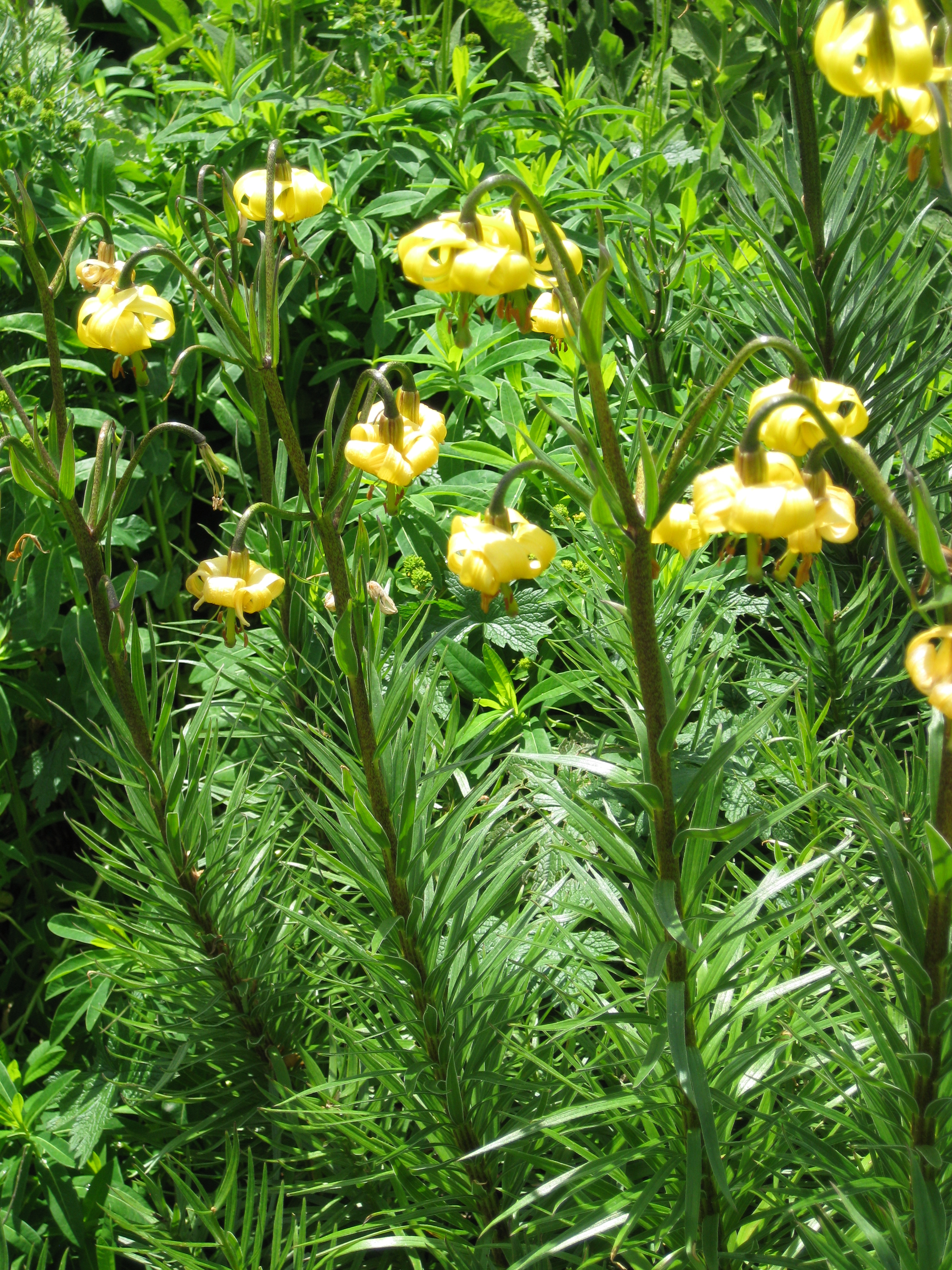
Lilium pyrenaicum
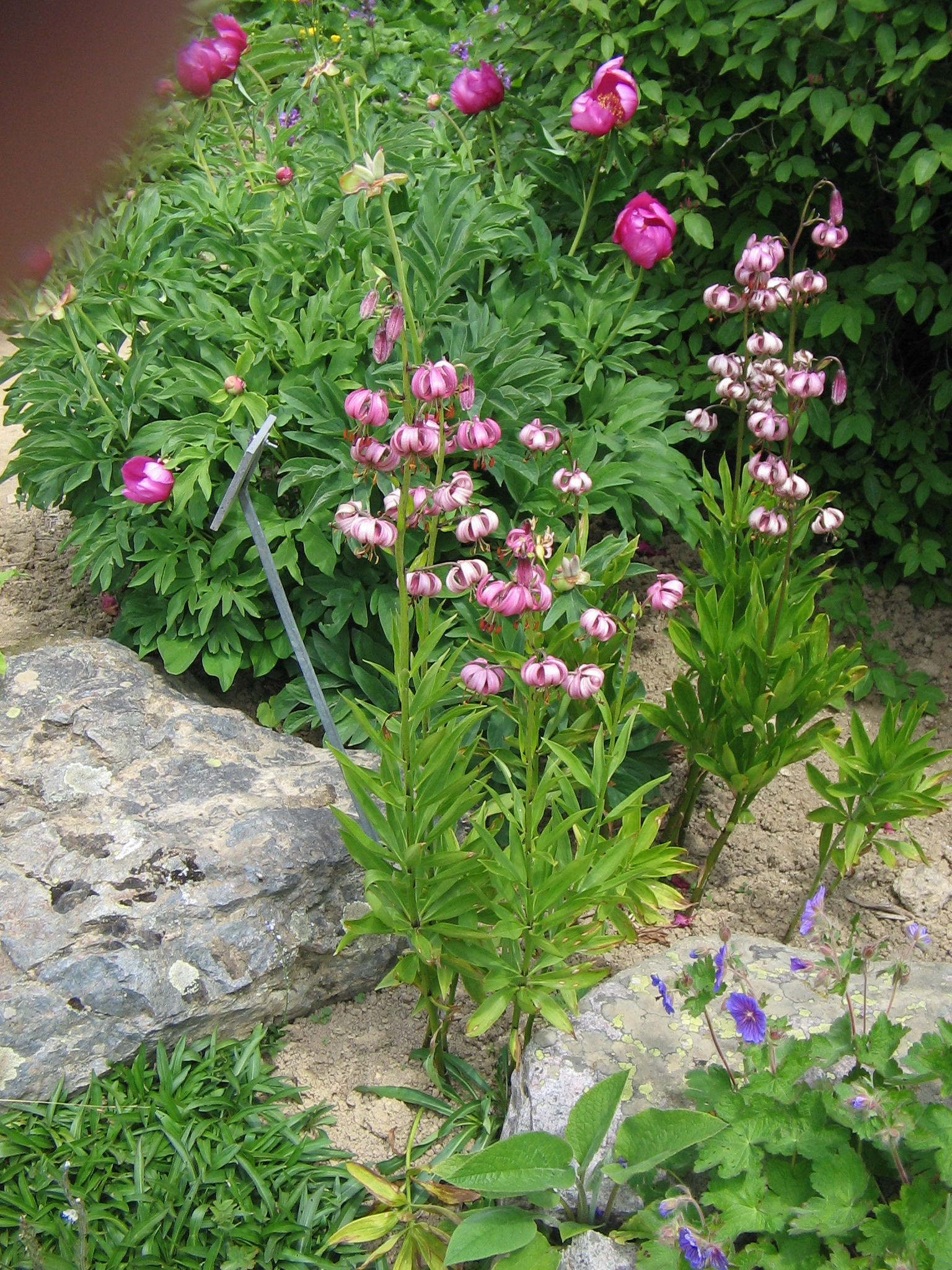
Lilium martagon

Algunos especímenes de Saxifraga en el "Jardin Botanique Alpin du Lautaret".

Saxifragas
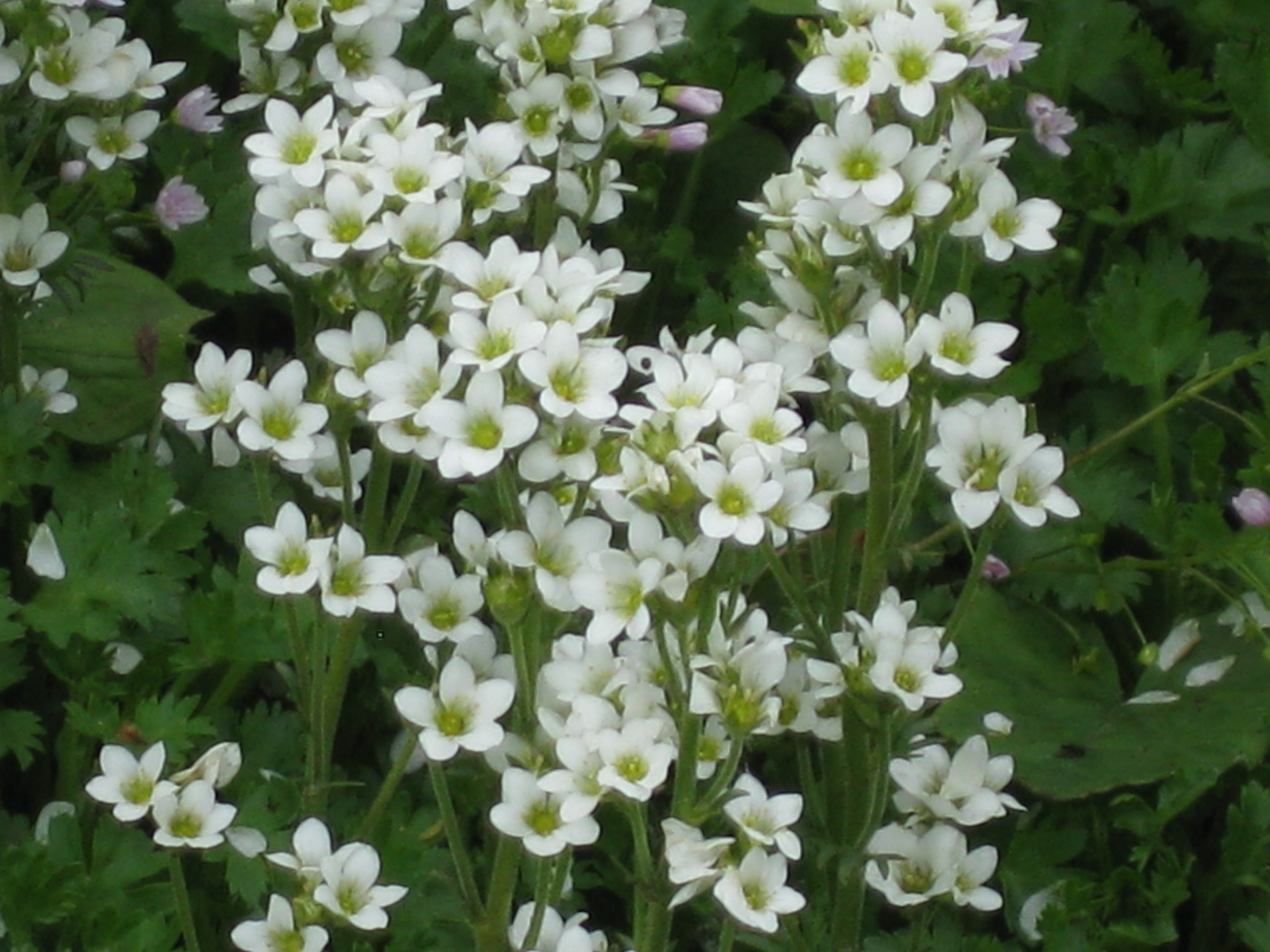
Saxifraga aquatica.
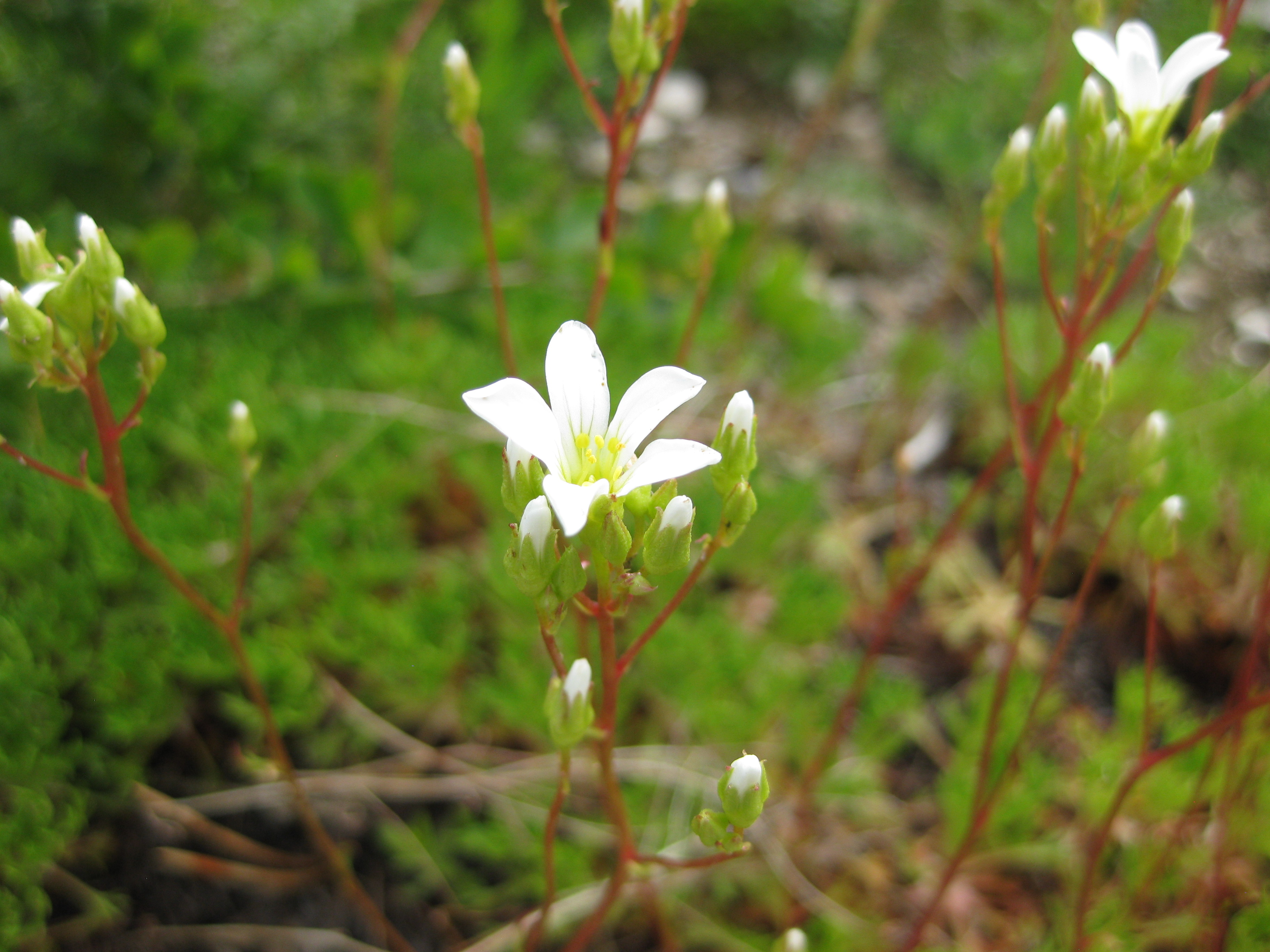
Saxifraga canaliculata.
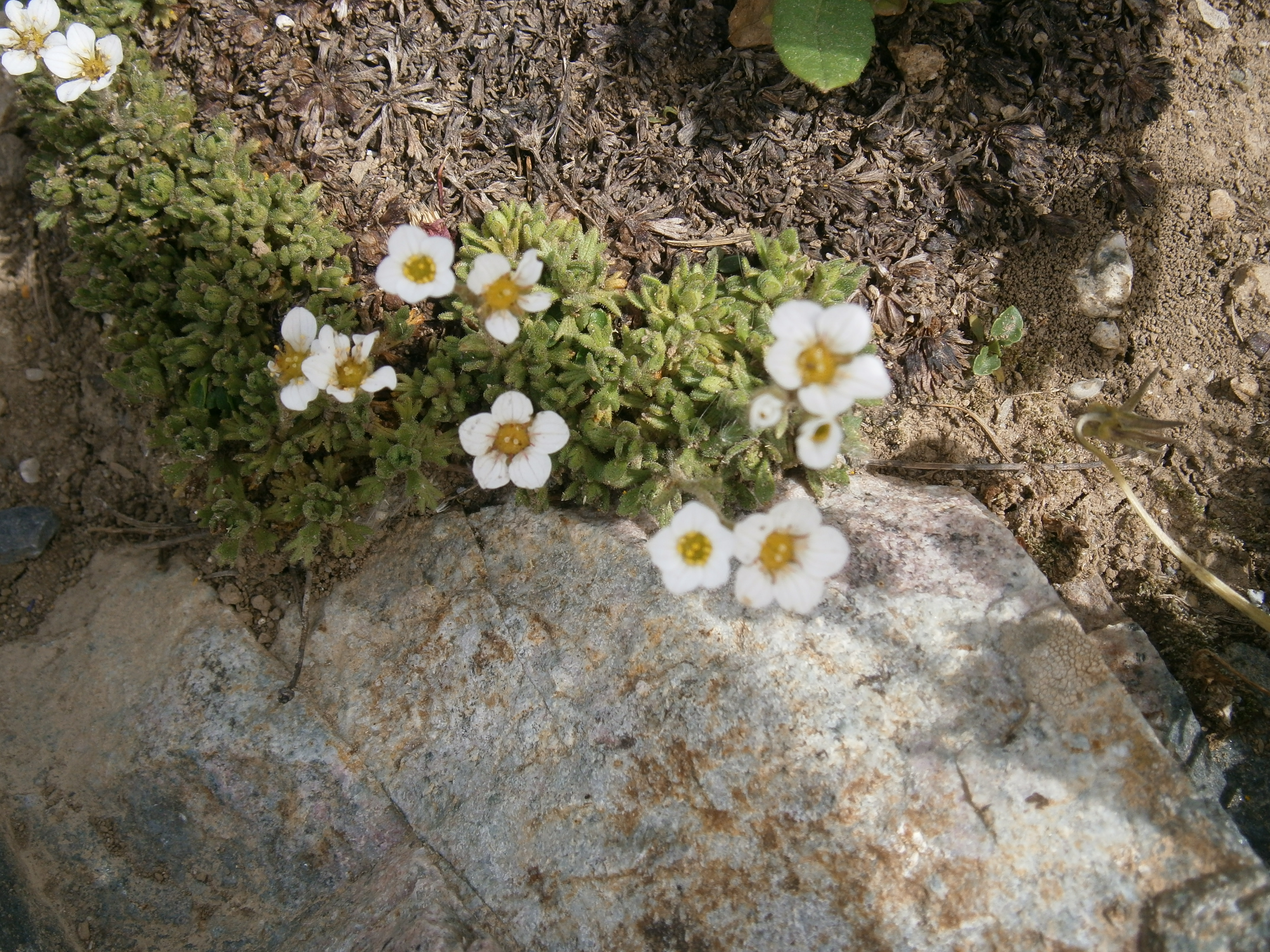
Saxifraga cebennensis
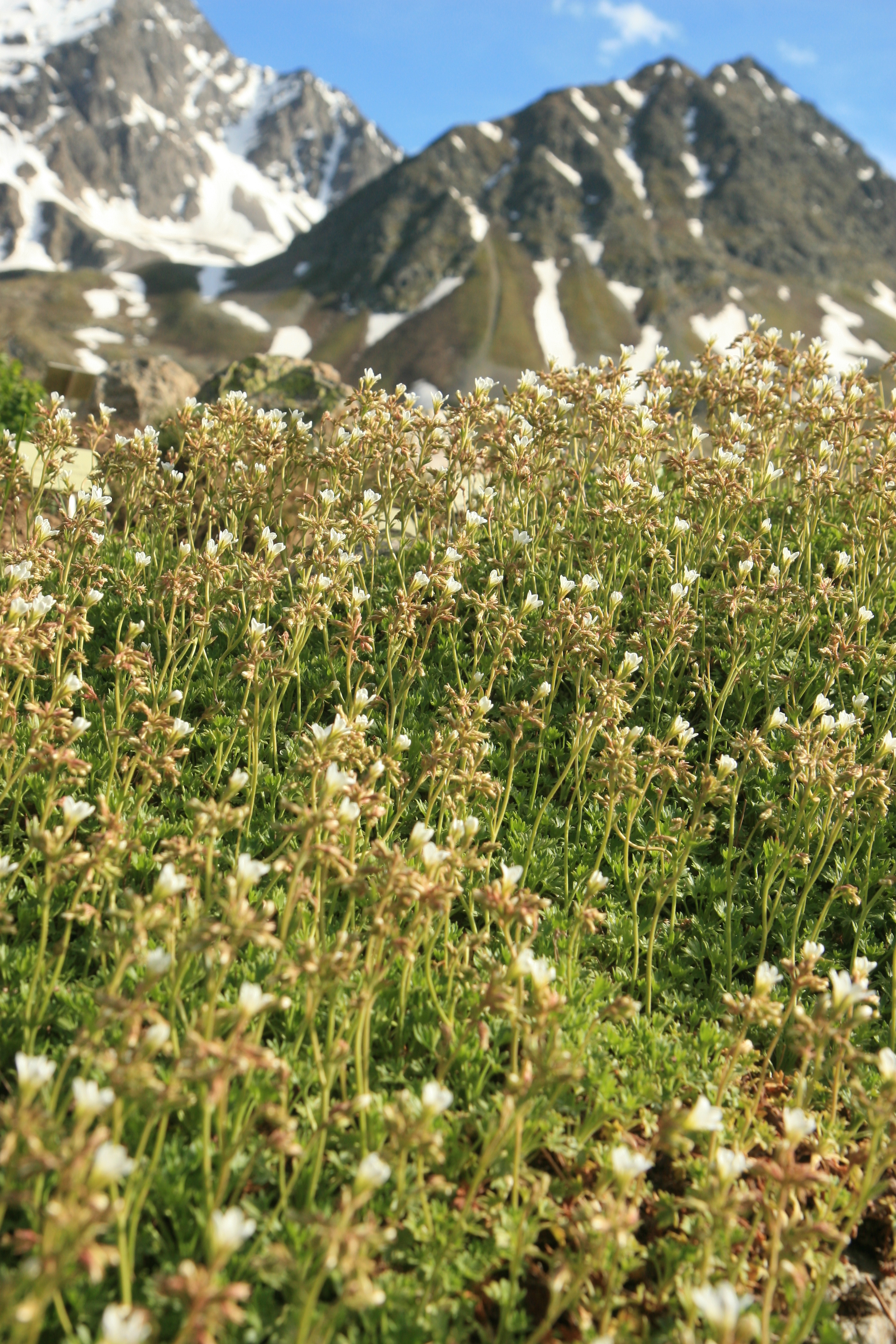
Saxifraga geranioides
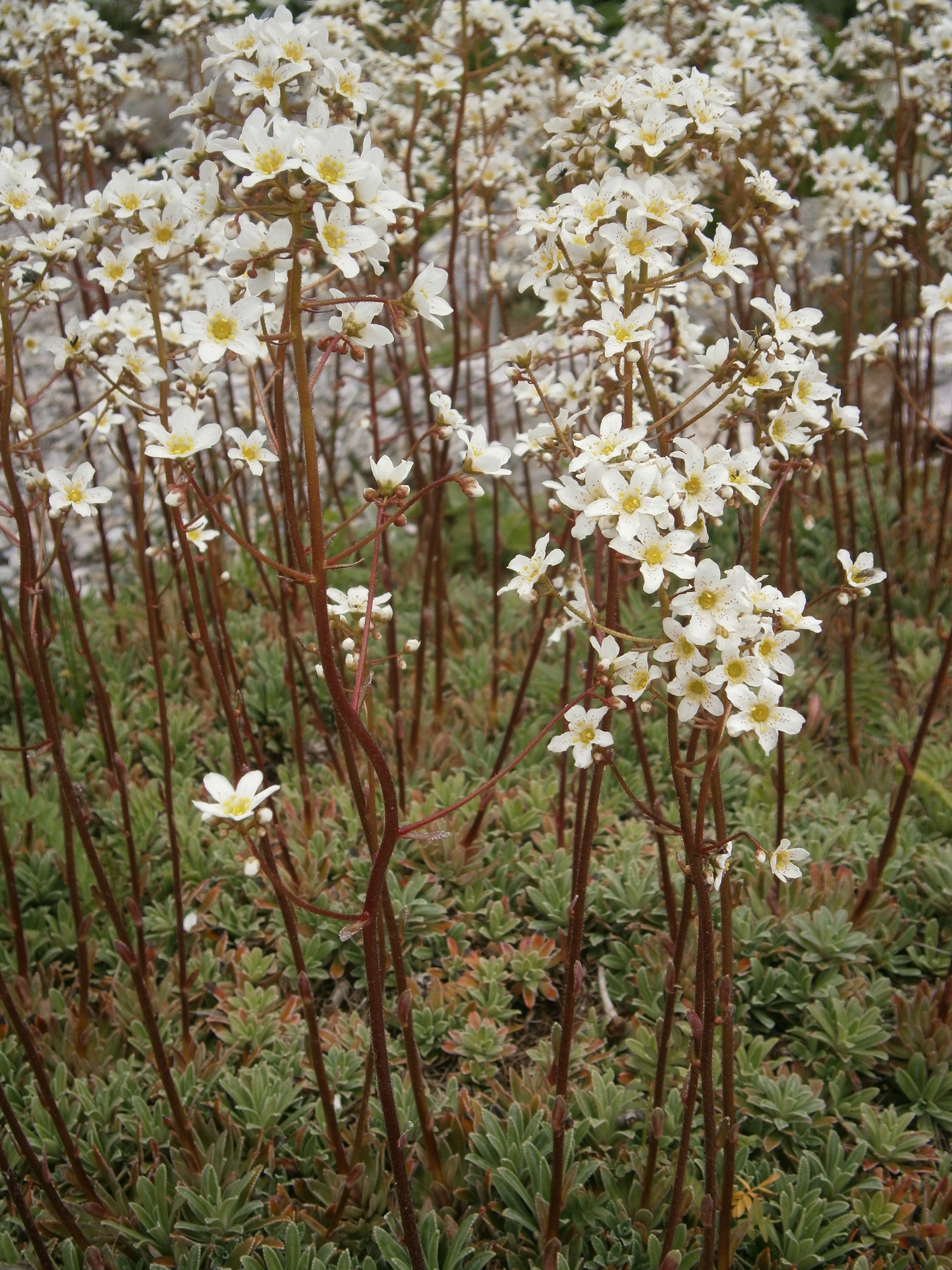
Saxifraga hostii
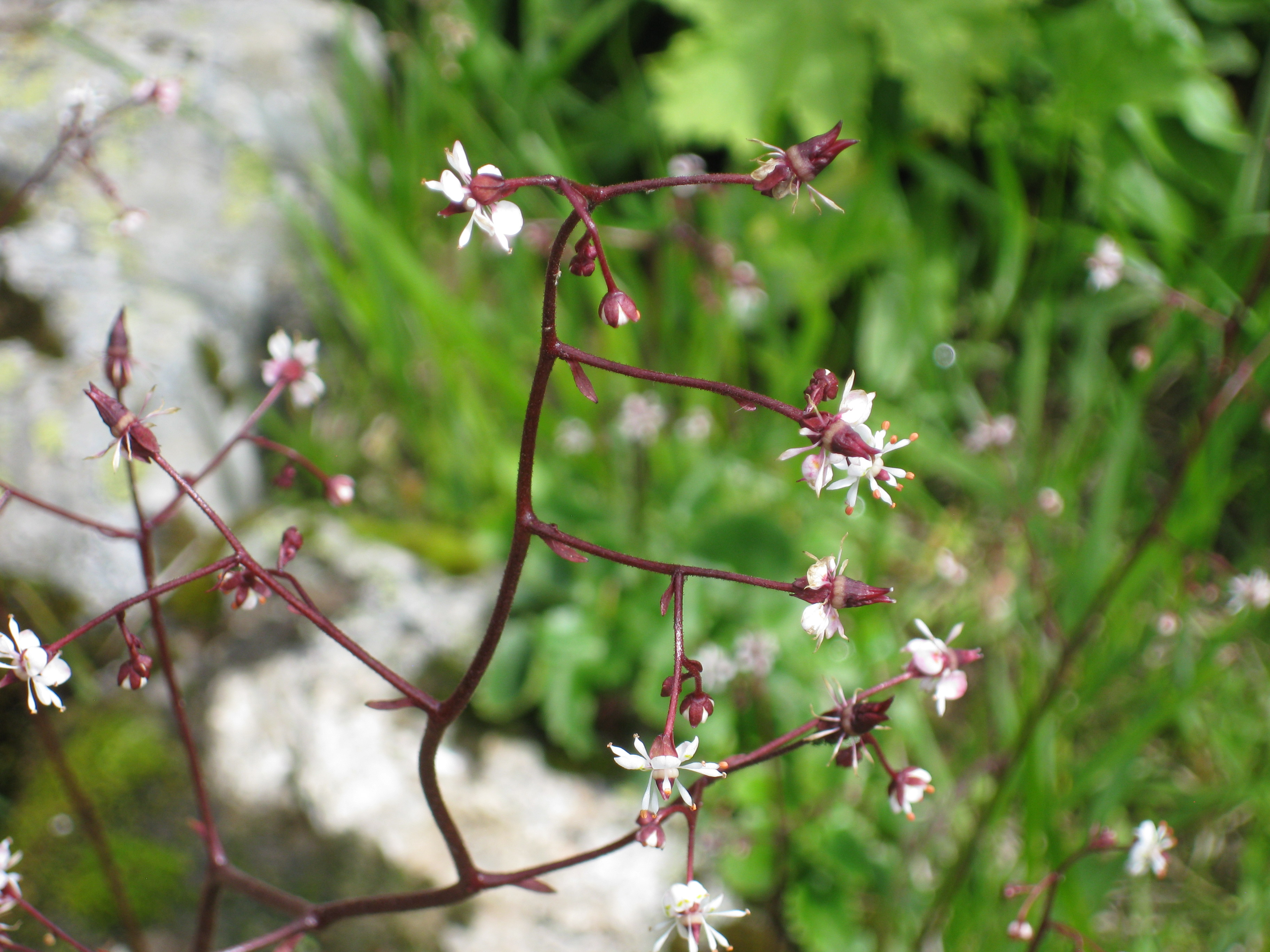
Saxifraga odontoloma
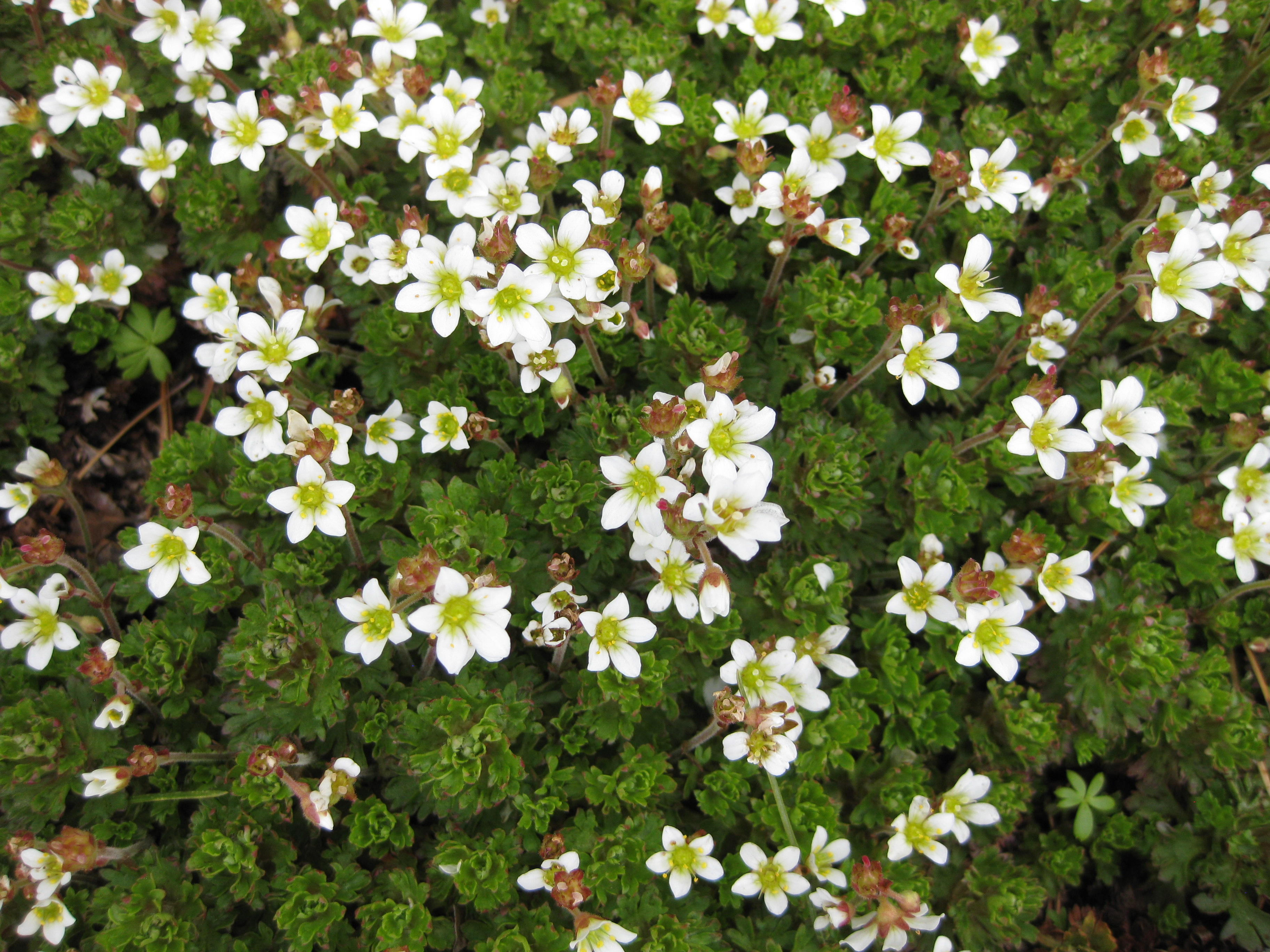
Saxifraga praetermissa
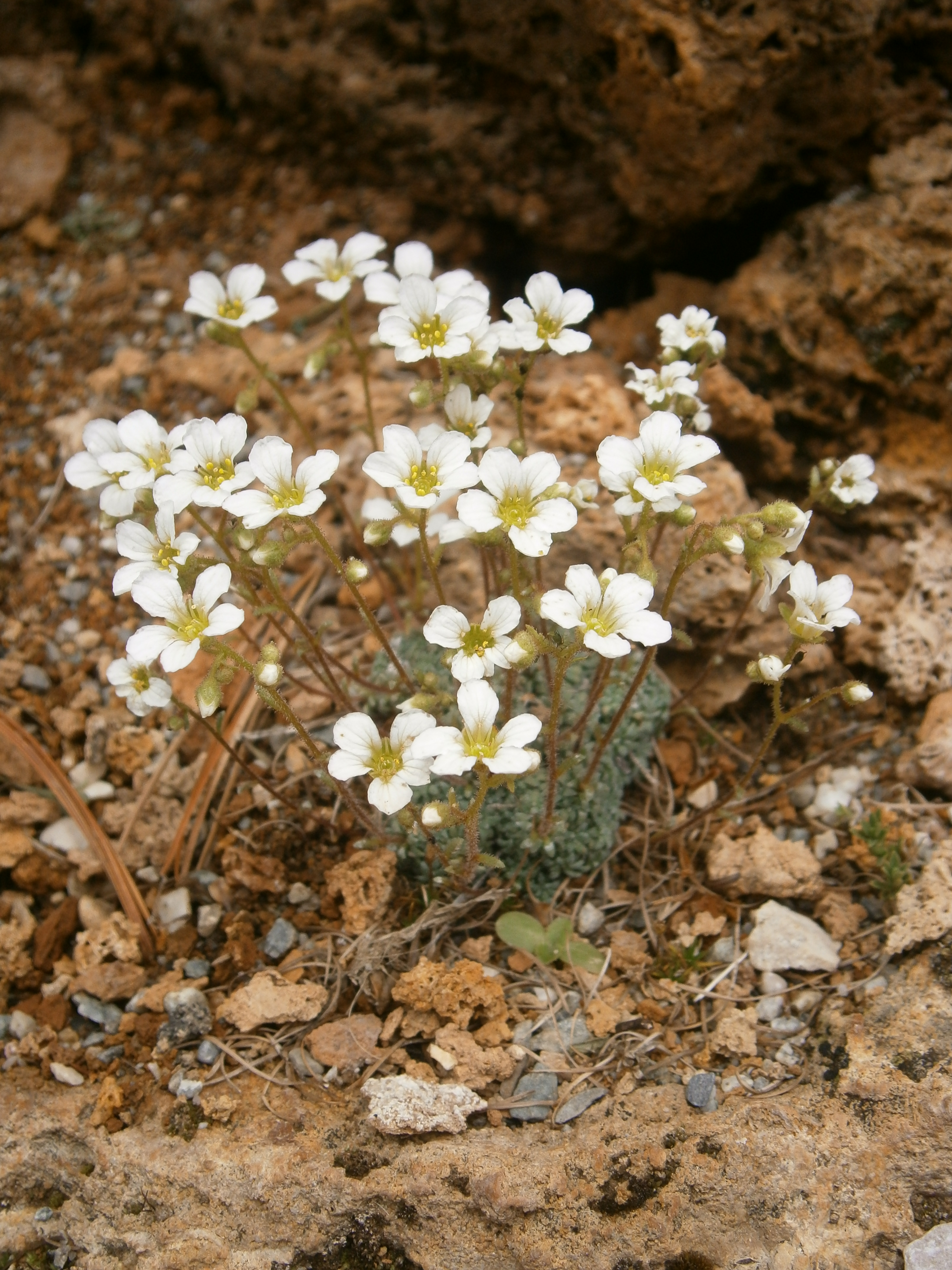
Saxifraga vandellii